# قحطان المجيبي
أحمد محمد قحطان المجيبي هو سياسي وعسكري يمني برتبة لواء وهو رئيس مجلس الإنقاذ الوطني اليمني الجنوبي
1. ↑  "اليمن.. مجلس إنقاذ جنوبي لمواجهة تدخلات السعودية والإمارات". www.aljazeera.net. مؤرشف من الأصل في 2021-02-07. اطلع عليه بتاريخ 2021-10-01.
2. ↑  "كلمة اللواء أحمد محمد قحطان رئيس مجلس الإنقاذ الوطني اليمني الجنوبي بمناسبة ذكرى ثورة 14 اكتوبر". المهرية نت. مؤرشف من الأصل في 2021-10-01. اطلع عليه بتاريخ 2021-10-01.
3. ↑  "رئيس مجلس إنقاذ اليمن الجنوبي يكشف أهدافه ومسار عمله". الخليج أونلاين. مؤرشف من الأصل في 2021-01-26. اطلع عليه بتاريخ 2021-10-01.
4. ↑  "رئيس مجلس الإنقاذ الوطني اليمني الجنوبي يعزي بوفاة فقيد الوطن الشيخ / محسن علي ياسر - موقع الوطني". 10 يوليو 2021. مؤرشف من الأصل في 2021-10-02. اطلع عليه بتاريخ 2021-10-01.